# زوتكيركيو
زوتكيركيو (بالفرنسية: Zutkerque)‏ هي بلدية تقع في إقليم باد كاليه من منطقة نور با دو كاليه في شمال فرنسا. تبلغ مساحة هذه المدينة 16.41 (كم²)، وترتفع عن سطح البحر 20 م، يبلغ عدد سكانها 1736 نسمة حسب إحصاء المعهد الوطني للإحصاء والدراسات الاقتصادية سنة 2009 م. وترأس Amédée Ledoux البلدية خلال فترة (2001-2008).